# Nockstein
Der Nockstein ist ein 1042 m ü. A. hoher, gemessen an seiner räumlichen Umgebung unerwartet alpin wirkender Felszacken am Nordostabhang des Gaisbergs im Norden des Bundeslandes Salzburg. Er besteht aus Kalkstein und gehört zu den nördlichen Kalkalpen. Vermehrt begangen wird der in der Flachgauer Gemeinde Koppl liegende Berg seit der zweiten Hälfte des 19. Jahrhunderts.

## Geschichte
Die Felsformation ist schon 1188 urkundlich, weil in Koppl unterhalb das Rittergeschlecht der Herren von Nockstein siedelte.
Ein erster Steig wurde 1883 von Gnigl hinauf angelegt und nach dem früheren Landeshauptmann Hugo Graf Lamberg benannt. 1907 stellte der österreichische Touristenklub einen Obelisk am Gipfel auf, der jüngst durch einen Blitzschlag teilweise zerstört wurde.
In einer Scharte knapp unterhalb des Gipfels wurden im Sommer 2010 zwei steinerne Skulpturen des Salzburger Künstlers Georg Walter aufgestellt.
Seit einigen Jahren ist der Nockstein in Diskussion, weil er im Planungskorridor der 380-kV-Salzburgleitung liegt (Abschnitt Heuberg – Guggenthal – Gaisberg). 2011 wurde entschieden, von den drei möglichen Varianten, Nockstein-West zwischen Nockstein und Gaisberggipfel, Nockstein-Mitte am Nockstein in Richtung Nord–Ost und Koppl-Steinbruch die mittlere zu wählen. Die Unterlagen zur Umweltverträglichkeitsprüfung wurden im Herbst 2012 zur Vorprüfung bei der Behörde eingereicht. Ein Ansuchen der Gemeinde Koppl, den Nockstein als Geschützten Landschaftsteil auszuweisen, befindet sich seit Anfang August 2012 im Genehmigungsverfahren. Trotz eines positiven Gutachtens des Amtssachverständigen beabsichtigt die Behörde die Ablehnung dieses Ansuchens, was von der Behördenleiterin noch vor Abschluss des Verfahrens via Medien angekündigt wurde.

## Geologie und Alpinismus
Ebenso wie der Gaisberg zählt der Nockstein zu den Hausbergen der nahegelegenen Stadt Salzburg. Obwohl der Gipfel felsig und nur auf steilen, schmalen Steigen erreichbar ist, die teilweise mit Leitern und Drahtseilen versehen sind, zählt der Berg zu den am meisten besuchten Gipfeln in der Umgebung der Stadt Salzburg.
Die morphologische Auffälligkeit des Höhenzuges ergibt sich aus einer geologischen Besonderheit. Der Höhenzug markiert die Nordgrenze der Nördlichen Kalkalpen, die hier als Überschiebungsfront über die nördlich anschließende Flyschzone ausgebildet ist und im Raum Salzburg vom Staufen über Kapuzinerberg und Nockstein zum Schober verläuft. Es sind vor allem die vielfältig differenzierten Felsstrukturen und Einzelformationen, die den Nockstein und seinen benachbarten Gebieten seine „Alpinität“ verleihen. Dieser alpine Charakter, der sich auch in einer spezifischen, in dieser Höhenlage sonst nicht anzutreffenden Flora manifestiert, steht in Kontrast zur geringen Absoluthöhe des Gebietes.

## Nachweise
- Nockstein. In: Salzburger Nachrichten: Salzburgwiki.

1. 1 2 3  Wanderkarte Koppl, Beitext Die Sage vom Nockstein, links unten (pdf, koppl.at; 6,7 MB)
2. ↑  Koppler markierten 380-kV-Trasse mit Heliumballons (Memento vom 20. März 2016 im Internet Archive), krone.at, 4. April 2011 – mit einem Foto der Trasse, Varianten Gaisberg-West und Gaisberg-Ost
3. ↑  Keine 380kV-Leitung am Gaisberg, salzburg24.at, 13. März 2012
4. ↑  Daniele Pabinger: Kein Schutz für den Nockstein. In: Salzburger Nachrichten. 9. Januar 2013, Lokalteil Stadt und Land, S. 11.